# Schnee von gestern (Oppermann, Grote)
Schnee von gestern ist ein deutscher Dokumentar-Film der Regisseure Claus Oppermann und Gerald Grote aus dem Jahre 2008. Unterstützt wurde die Produktion durch die Filmförderung Hamburg Schleswig-Holstein (FFHSH) und die (seinerzeitige) Volksbank Schleswig-Holstein.

## Handlung
Auf die Schneekatastrophe 1978/1979 waren die Bürger des Landes Schleswig-Holstein nicht vorbereitet. Durch einen drei Tage anhaltenden Schneesturm mit schweren Sturmböen bis zu 10 Windstärken lag meterhoch Schnee. Strom- und Telekommunikationsnetze brachen zusammen, Verkehrswege und somit die Versorgung waren örtlich tagelang stillgelegt. Der Film ist eine Sammlung dokumentarischer Super-8-Aufnahmen, die privat entstanden sind und so einen Einblick in persönliche Schicksale dieser Zeit geben. In Interviews mit den Filmern und weiteren Zeitzeugen werden die Ereignisse verdeutlicht. Kommentiert aus dem Off wurde der Film von Rolf Becker.

## Entstehung
Entstanden ist die Dokumentation nach der Idee dazu durch Aufrufe in der lokalen Presse Schleswig-Holsteins: "Wer hat private Aufnahmen aus dieser Zeit, wer möchte sie zur Verfügung stellen ?". Die Rückmeldungen sind auf dem Cover der DVD nachzulesen: 14.250 Meter Film. Die originalen 8-mm-Filme und auch Tonaufnahmen auf Cassette wurden persönlich von Grote oder Oppermann abgeholt und nach der Digitalisierung ebenso persönlich wieder den Zeitzeugen zurückgegeben.
Schließlich fand am 6. Dezember 2008 im Metro-Kino in Kiel die Uraufführung statt. Anschließend wurde der Film in vielen – auch seinerzeit betroffenen – Ortschaften unter reger Beteiligung vorgeführt.

## Auszeichnungen
- Nominiert als beste Dokumentation für den Norddeutschen Filmpreis 2009